# Prienai
Prienai anhörenⓘ (deutsch Prenn oder Prenen, polnisch Preny) ist eine Stadt und Verwaltungssitz der gleichnamigen Rajongemeinde im Zentrum Litauens an der Memel gelegen. Sie gehört zum Bezirk Kaunas. Wenige Kilometer entfernt befindet sich der Kurort Birštonas. Der Flussbogen der Memel, an dem beide Städte liegen, und die eingeschlossene Halbinsel wurden zum Regionalpark erklärt. Die Stadt hat ein Gericht, eine Bibliothek und einige Sportluftfahrtunternehmen (für Konstruktionen von Leichtbauflugzeugen etc.), da sie nicht weit vom Flugplatz Pociūnai liegt.

## Geschichte

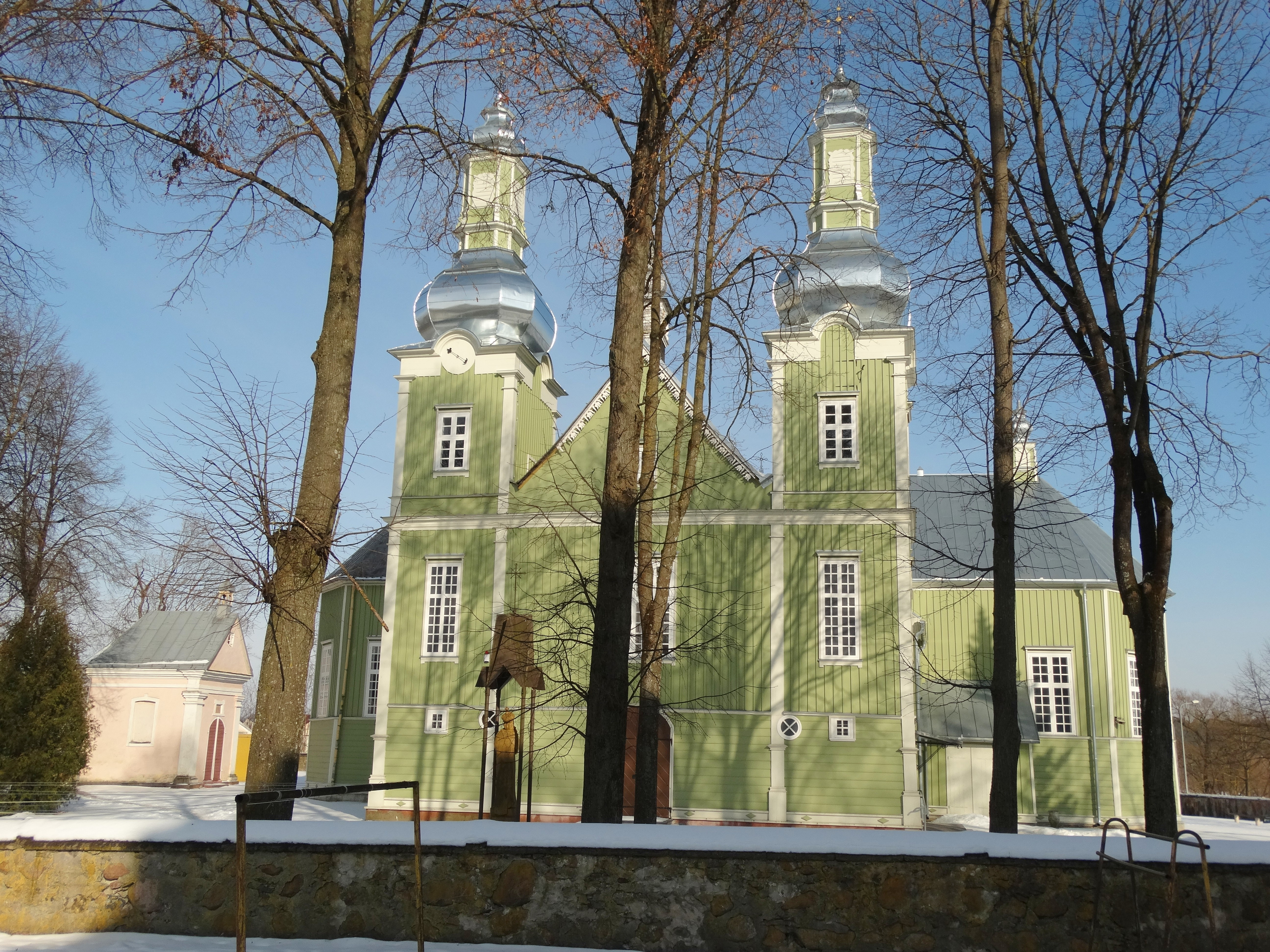
Kirche der Offenbarung Christi, links die Šiukštųkapelle

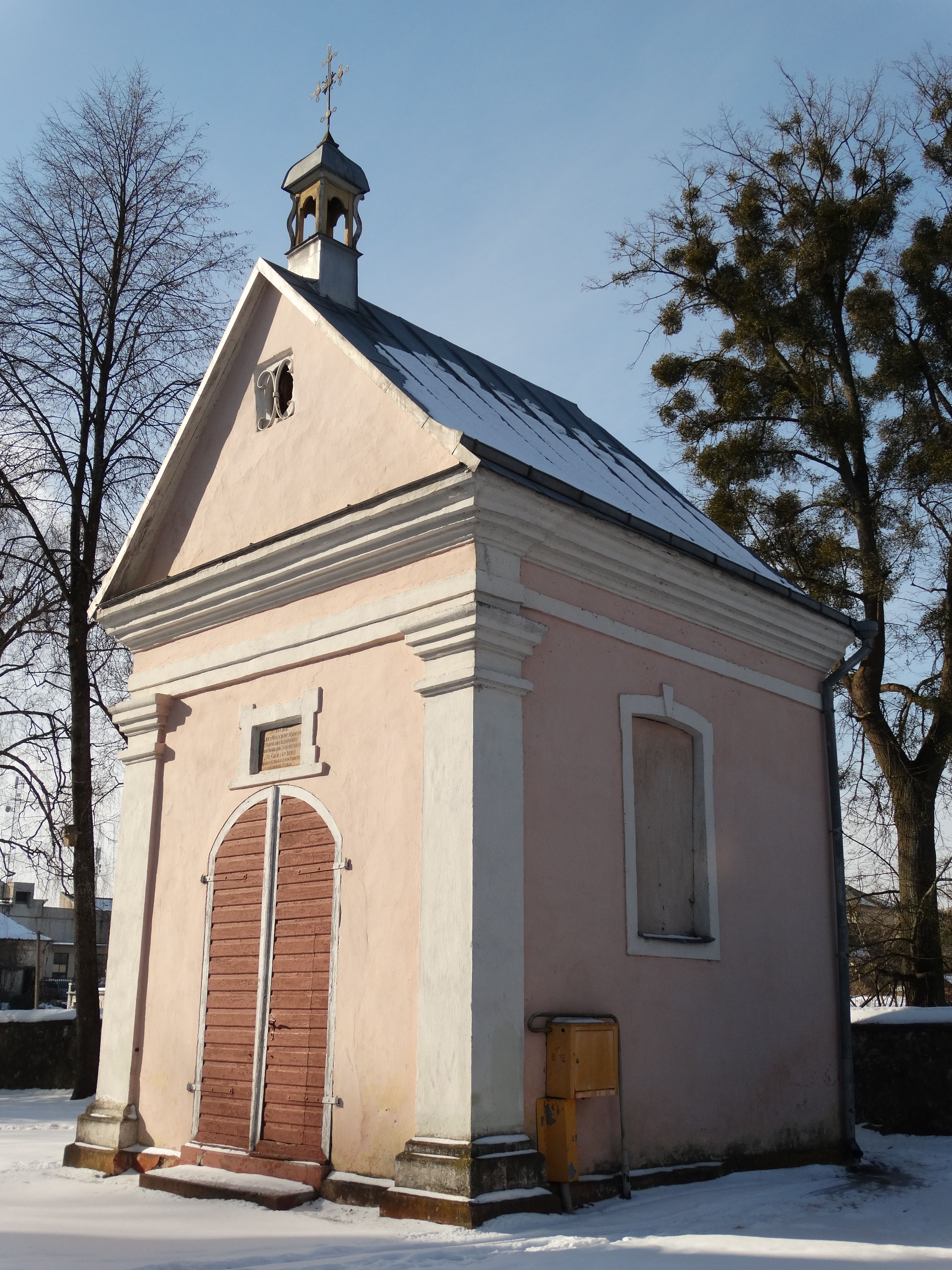
Šiukštųkapelle

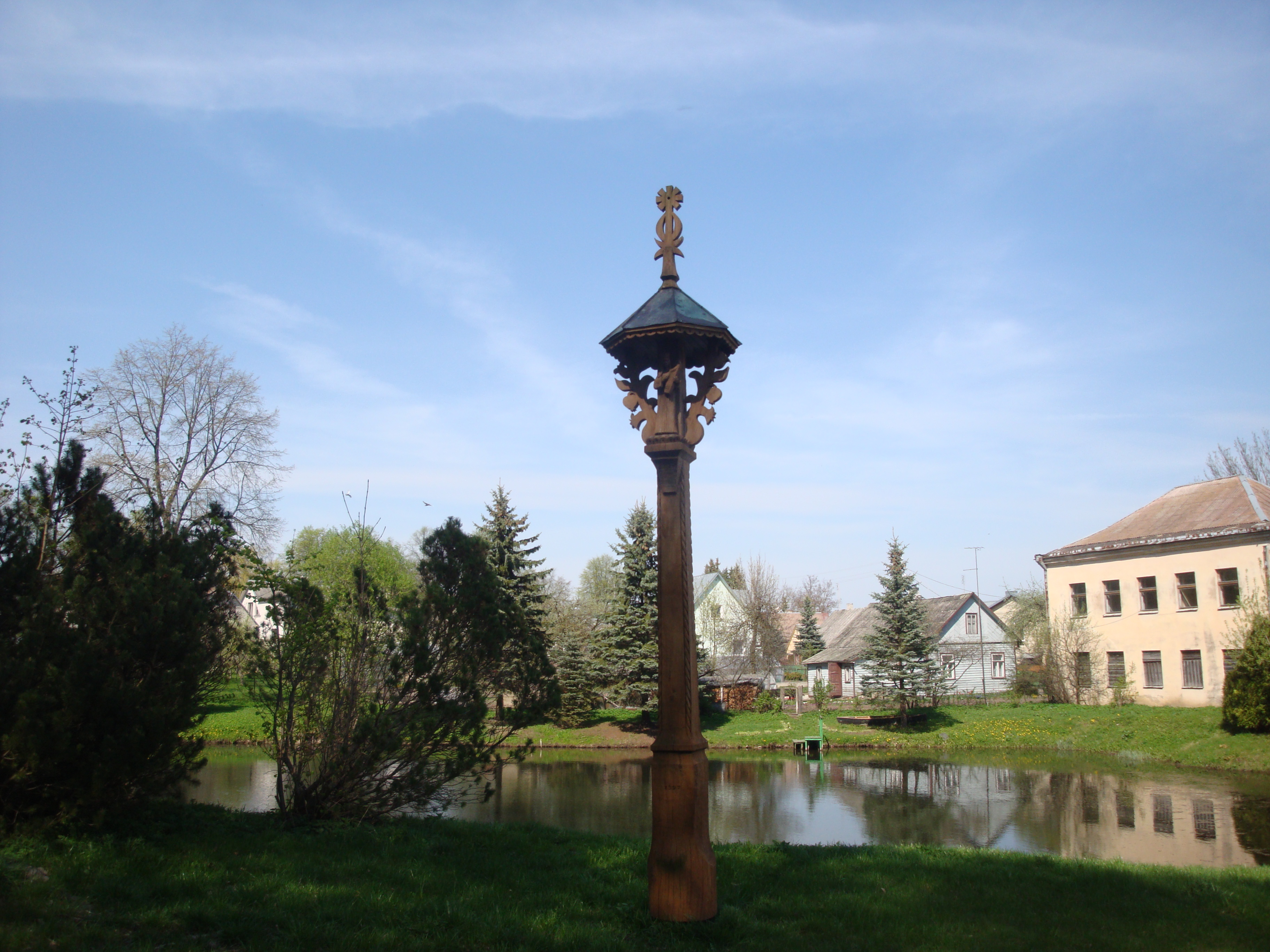
Park in Prienai

Der Ort wurde erstmals 1502 in einer Schenkungsurkunde erwähnt. 1609 wurde Prienai das Stadtrecht verliehen.
Die katholische Kirche der Offenbarung Christi in Prienai wurde 1750 als barocker Holzbau errichtet, die Kapelle der Adelsfamilie Šiukštų 1875.
Seit 2008 ist Prienai Mitglied der Städtevereinigung Douzelage.

## Bildung
In Prienai gibt es ein Gymnasium („Žiburio“), eine Mittelschule, eine Hauptschule, eine Grundschule, eine Sonderschule und eine Jugendschule.

## Sport
Es gibt ein Sportzentrum in Prienai. Der „BC Prienai“ spielt in der Baltic Basketball League (BBL).

## Justiz
Das Kreisgericht Prienai hat als Gericht der 1. Instanz seinen Sitz in der Stadt.

## Rajongemeinde
Die Rajongemeinde Prienai umfasst  Städte Prienai (11.353) und Jieznas (1476), Städtchen  Balbieriškis (1180), Pakuonis (680) und Veiveriai (1100), 401 Dörfer. Sie ist eingeteilt in 10 Amtsbezirke (seniūnija).

## Partnerstädte
Bereits 1999 wurde eine Partnerschaft mit Lubań (Polen) eingegangen.
Prienai ist seit 2008 Mitglied der Douzelage. Dies ist die Gemeinschaft von jeweils einer Stadt aus einem Land der Europäischen Union.

## Söhne und Töchter der Stadt
- Petras Leonas (1864–1938), Rechtswissenschaftler, Richter und Politiker
- Bljuma Wulfowna Zeigarnik (1900–1988), Gestaltpsychologin
- Joseph Gottfarstein (1903–1980), Historiker und Philologe
- Mindaugas Baršauskas (* 1980), Dartspieler
- Marius Žiūkas (* 1985), Geher und Beamter